# Needingworth
Needingworth – wieś w Anglii, w hrabstwie Cambridgeshire, w dystrykcie Huntingdonshire. Leży 16 km na północny zachód od miasta Cambridge i 91 km na północ od Londynu.